# Берёзовское (Восточно-Казахстанская область)
Берёзовское (каз. Березовское) — село в Алтайском районе Восточно-Казахстанской области Казахстана. Входит в состав городской администрации района Алтай. Находится у юго-западной окраины районного центра, города Алтай. Код КАТО — 634833100.

## История
До 2013 года село являлось административным центром упразднённого Берёзовского сельского округа.

## Население
В 1999 году население села составляло 476 человек (234 мужчины и 242 женщины). По данным переписи 2009 года, в селе проживало 509 человек (256 мужчин и 253 женщины).
В 2021 году население села составляет 367 человек (197 мужчин и 170 женщин). По данным переписи 2021 года.  